# West Reading
West Reading é um distrito localizado no estado norte-americano de Pensilvânia, no Condado de Berks. É o berço da cantora e compositora Taylor Swift. 

## Demografia
Segundo o censo norte-americano de 2000, a sua população era de 4049 habitantes.
Em 2006, foi estimada uma população de 4091, um aumento de 42 (1.0%).

## Geografia
De acordo com o United States Census Bureau tem uma área de
1,5 km², dos quais 1,5 km² cobertos por terra e 0,0 km² cobertos por água.

## Localidades na vizinhança
O diagrama seguinte representa as localidades num raio de 4 km ao redor de West Reading.